# دوني لويس
دوني لويس (بالإنجليزية: Donny Lewis)‏ هو عارض أمريكي، ولد في 7 ديسمبر 1976 في لوبوك في الولايات المتحدة.